# Chris von Saltza
Chris von Saltza (San Francisco, Estados Unidos, 13 de enero de 1944) es una nadadora estadounidense retirada especializada en pruebas de estilo libre media distancia, donde consiguió ser campeona olímpica en 1960 en los 400 metros.

## Carrera deportiva
En los Juegos Olímpicos de Roma 1960 ganó la medalla de oro en los 400 metros libre, con un tiempo de 4:50.6 segundos que fue récord olímpico, el oro en las dos pruebas de relevos (4 x 100 metros libre y 4 x 100 metros estilos) y la plata en los 100 metros estilo libre, con un tiempo de 1:02.8 segundos, tras la australiana Dawn Fraser.

## Nobleza
Forma parte de una familia que tiene un título de la nobleza sueca.

## Palmarés internacional
| Juegos Olímpicos | Juegos Olímpicos | Juegos Olímpicos | Juegos Olímpicos |
| Año              | Lugar            | Medalla          | Prueba           |
| ---------------- | ---------------- | ---------------- | ---------------- |
| 1960             | Roma (Italia)    | Medalla de oro   | 400 m libres     |
| 1960             | Roma (Italia)    | Medalla de oro   | 4x100 m libres   |
| 1960             | Roma (Italia)    | Medalla de oro   | 4x100 m estilos  |
| 1960             | Roma (Italia)    | Medalla de plata | 100 m libres     |